# Història de l'astronomia

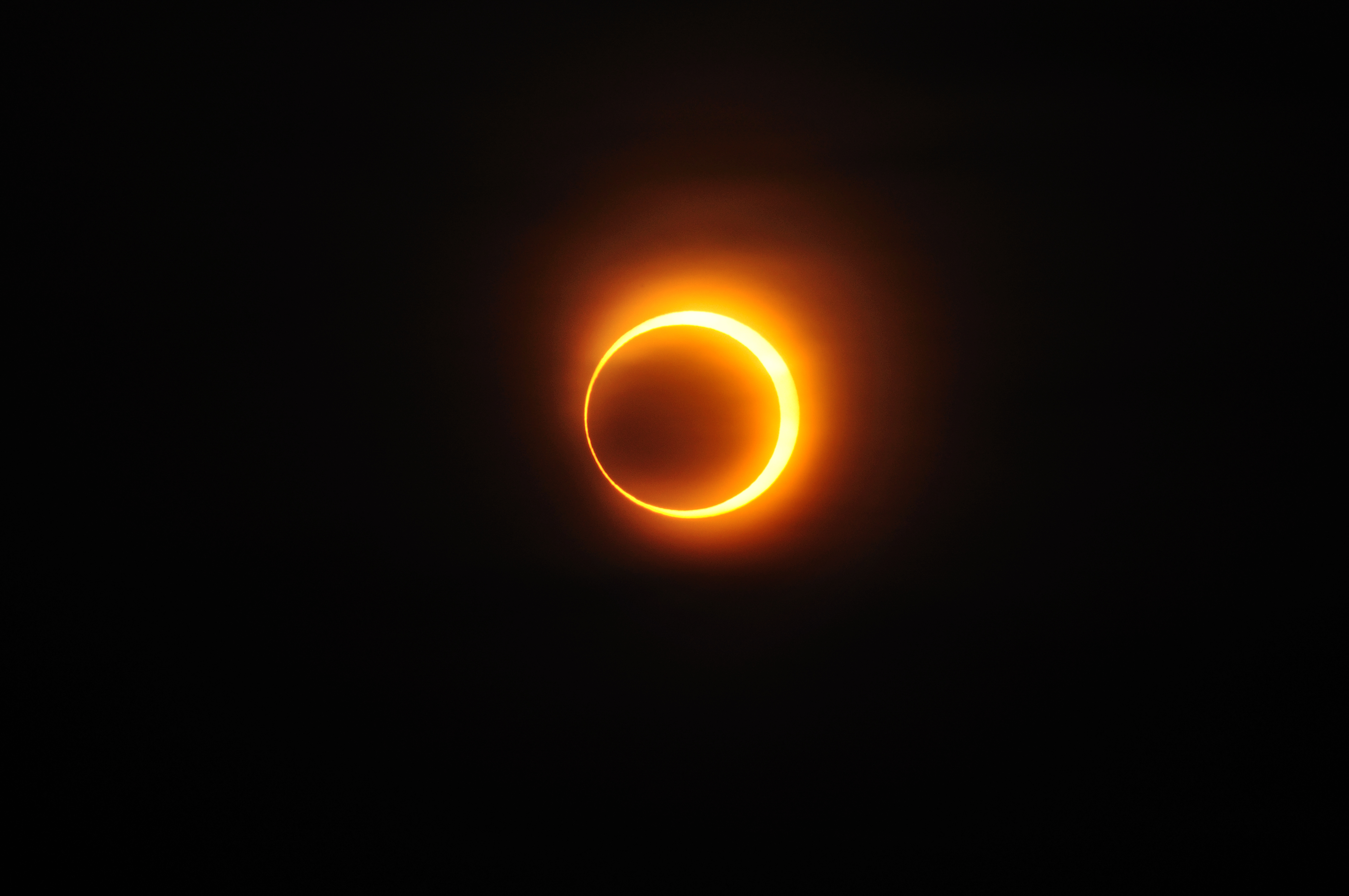
Eclipsi solar de 2010

La història de l'astronomia relata l'evolució d'aquesta ciència, considerada la més antiga de les ciències naturals. L'astronomia existeix des de l'antiguitat, amb els seus orígens en les pràctiques religioses, mitològiques, i cosmològiques, calèndriques i astrològiques de la prehistòria: Alguns vestigis d'aquestes pràctiques encara es troben en l'astrologia, una disciplina llargament lligada a l'astronomia durant segles, que no es va separar i despendre d'aquesta fins fa pocs segles a Occident.
L'astronomia primitiva es va desenvolupar observant patrons regulars dels moviments d'objectes celestials visibles, especialment el Sol, la Lluna, les estrelles i els planetes que es veuen a ull nu. Un exemple d'aquesta astronomia primitiva podria incloure un estudi del canvi de posició del Sol a l'horitzó o l'aparença canviant de les estrelles durant el curs de l'any, que es podria fer servir per a establir un calendari agrícola o ritual. En algunes cultures, les dates astronòmiques es feien servir per a la pronosticació astrològica.

## Prehistòria

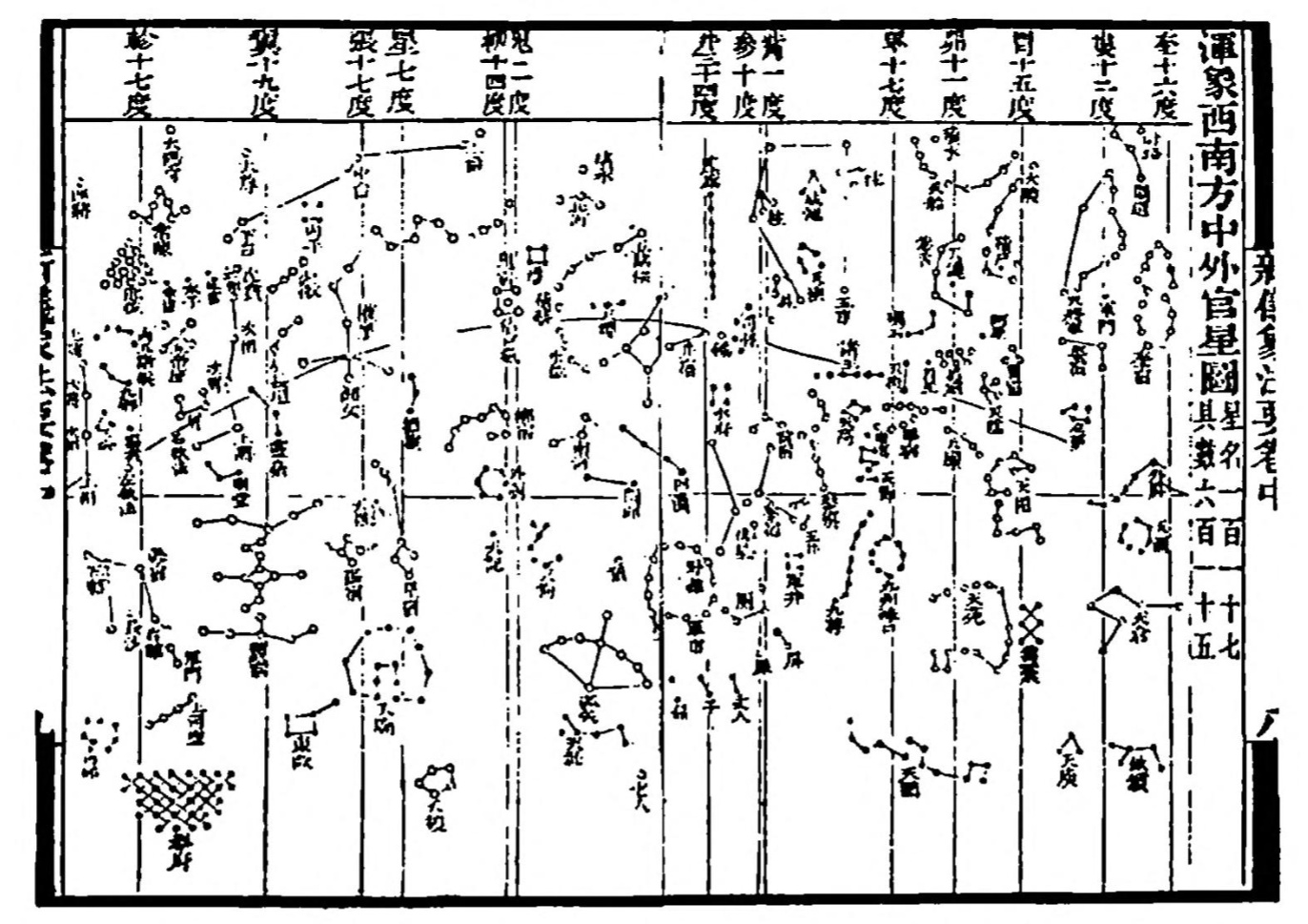
Carta estel·lar amb una projecció cilíndrica. Els mapes de Su Song són els més antics coneguts en forma impresa.

Les cultures primitives identificaven els objectes celestials amb els déus i els éssers espirituals. Relacionaven aquests objectes (i els seus moviments) amb fenòmens com ara la pluja, la sequera, les estacions i les marees. Generalment, es creu que els primers astrònoms professionals eren sacerdots, i que el seu coneixement dels cels es veia com un fet diví, d'aquí la connexió antiga de l'astronomia al que ara s'anomena astrologia. Les antigues estructures amb possibles alineaments astronòmics (com el de Stonehenge), probablement, emplenaven les funcions tant astronòmiques com religioses.
Els calendaris del món, normalment, s'han ajustat al Sol i a la Lluna -mesurant el dia, el mes i l'any-, i eren importants per a les societats agrícoles, en les quals la collita a plantar depenia de l'estació de l'any correcta. El calendari modern més comú es basa en el calendari romà, que dividia l'any en dotze mesos de trenta i trenta-un dies cadascun, alternativament. Al 46 aC, Juli Cèsar va instigar la reforma del calendari i va adoptar un calendari basat en la llargada de l'any de 365 1/4 dies originalment, proposada per l'astrònom grec del segle iv aC, Cal·lip de Cízic.
La Bíblia conté un nombre d'estaments, poc sofisticats, sobre la posició de la Terra en l'univers i la naturalesa de les estrelles i els planetes (vegeu cosmologia bíblica).

## Edat antiga
Els mesopotàmics van dividir l'esfera celeste en constel·lacions, i van anomenar constel·lacions zodiacals les 12 que marquen el moviment anual del Sol en el cel. Igualment va destacar l'astronomia egípcia. Els antics grecs van fer importants contribucions a l'astronomia, entre aquestes, la definició de magnitud. Varen influenciar a diversos astrònoms posteriors, com Claudi Ptolemeu, qui va esmentar 48 constel·lacions.

### Antiga Grècia
La cosmologia fou un tema constant ja des dels inicis de la filosofia grega, i fou un tema cabdal al llarg de la història de l'antiga Grècia. Els presocràtics intentaren resoldre la qüestió d'un principi que donés raó dels canvis físics. Plató -en el seu Timeu- amplià les qüestions plantejades per aquests pensadors primitius i les sotmeté a revisió. Aristòtil -en la seva Física- sistematitzà les qüestions esmentades, sostingué la infinitud del món, i el dividí en dos nivells, qualitativament diferents: el món celeste -incausat, de naturalesa etèria, movent-se circularment-, i el món sublunar -amb quatre elements que es mouen centrífugament, i centrípetament-.

#### Univers
També els astrònoms es van ocupar de la cosmologia. En destaquen Èudox de Cnidos, Hiparc i Claudi Ptolemeu, que es decantaren pel geocentrisme. Els cosmòlegs grecs s'inclinaren -prescindint de diferències entre ells- per una limitació espacial de l'univers, temporalment etern, ordenat segons lleis constants amb repeticions cícliques.

#### La Terra
Anaximandre de Milet, filòsof i alquimista grec del segle vi aC, ja afirmava que la terra penjava sobre el no-res. I Eratòstenes, en el segle iii aC, va confirmar que la Terra no era plana, sinó corbada i va donar la primera mesura dels seu radi.

## Edat mitjana
A Europa, l'astronomia basada en l'observació, es va estancar durant l'edat mitjana, però va florir en l'Imperi persa i en el món de l'islam. A finals del segle ix, l'astrònom persa al-Farghaní va escriure àmpliament sobre el moviment dels cossos celestes. El seu treball va ser traduït al llatí al segle xii. Al final del segle x, un gran observatori va ser construït prop de Teheran (Iran), per l'astrònom persa Al-Khujandi, qui va observar una sèrie de passos meridians del Sol, la qual cosa li va permetre calcular la inclinació de l'eclíptica. També a Pèrsia, Omar Khayyam va elaborar la reforma del calendari, que és més precís que el calendari julià, i s'acostava al calendari gregorià. Az-Zarqalí va compilar les Taules Astronòmiques de Toledo i va crear l'assafea. Abraham Zacuto va ser el responsable, al segle xv, de les adaptacions de les teories astronòmiques per a les necessitats pràctiques de la navegació en les exploracions portugueses.
La concepció aristotèlica es prolongà durant l'edat mitjana, si bé el cristianisme introduí importants innovacions en la cosmologia, amb idees com la divina providència, la creació o el miracle, entre d'altres. Guillem d'Ockham és considerat el pare de la moderna epistemologia, pioner del nominalisme, i de la moderna filosofia en general. Ockham és també un dels més grans lògics de tots els temps. Entronca la concepció antiga amb la moderna en encunyar els conceptes d'infinitud del món, i de la seva pluralitat. Enuncià el principi de la navalla d'Occam, base del mètode reduccionista: Pluralitas non est ponenda sine neccesitate; tal com ell ho escrigué en llatí. Aquesta idea, encara avui, és considerada vàlida. Fou acusat d'heretgia pel Papa Joan XXII, i restà quatre anys sota arrest domiciliari, mentre seguia ensenyant i escrivint.

## Edat moderna
Durant el Renaixement, Nicolau Copèrnic va proposar el model heliocèntric del sistema solar, teoria que va ser divulgada i corregida més endavant per Galileo Galilei (Galileu) i Johannes Kepler. Galileu va afegir-hi la novetat de l'ús del telescopi per a millorar les seves observacions; Kepler va ser el primer que va descriure correctament els detalls del moviment dels planetes (Lleis de Kepler). Isaac Newton, amb la idea d'estendre als cossos celestes la gravetat terrestre (llei de la gravitació universal), va donar forma a la mecànica celeste, teoria que pretén explicar, definitivament, el moviment dels planetes. Newton també va desenvolupar el telescopi reflector.
La cosmologia moderna neix a partir dels treballs de Nicolau Copèrnic, astrònom polonès, que fou un dels primers científics que posà en qüestió el sistema geocèntric de Ptolemeu, l'observació de nombroses ocultacions, eclipsis de lluna, així com l'ocultació de l'estel Aldebarà el 9 de març del 1947 a Bolònia, i les exploracions al seu observatori de Frauenburg el dugueren a escriure Hypothesibus Motuum Coelistium a se Contitutis Commentariolus (conegut amb el títol de Commentariolus), curt tractat d'astronomia, que acabà vora el 1515, i que no fou publicat fins al segle xix. Fou, en aquesta obra, on anuncià els seus principis de l'astronomia heliocèntrica, que revolucionà la comunitat científica del seu temps. Escriví l'obra De Revolucionibus Orbium Coelestium, acabada vora el 1530. Aquesta obra magistral, de la qual va sorgir el pensament científic modern i la imatge de l'univers més acceptada fins al principi del segle xx, no fou publicada fins al 24 de maig del 1543, poc abans de la seva mort, per un impressor de Nuremberg.
El sistema de Copèrnic descansa sobre l'observació que la Terra volta al seu entorn, una volta cada dia, la qual cosa explica el moviment diürn de l'esfera celeste. Postula, igualment, que la Terra fa una volta al Sol (heliocentrisme) cada any. Afirma també que els altres planetes fan el mateix a l'entorn al Sol. Copèrnic avança, de la mateixa manera, que la Terra oscil·la sobre el seu eix, la qual cosa explicaria la precessió. La teoria de Copèrnic ataca la de Ptolemeu, i la cosmologia, la física, i fins i tot, la filosofia d'Aristòtil. Així mateix, les sagrades Escriptures ensenyaven la immobilitat de la Terra i el moviment del Sol. Copèrnic conserva, de tota manera, alguns elements de l'antic sistema. Teoria que serà aprofundida, més tard, per Isaac Newton, en els Principia Mathematica, obra publicada el 1687. Al principi, només s'acceptaren els aspectes matemàtics de l'astronomia de Copèrnic, destinats, tan sols, a facilitar el càlcul numèric de les posicions dels planetes. Només a partir del 1570, una nova generació d'astrònoms i pensadors, nascuts cap al 1540, deixà de considerar-la una disciplina calculista, a conseqüència de l'aparició d'una sèrie de novetats problemàtiques: la nova de Cassiopea (1572) descoberta per Tycho Brahe, el gran cometa del 1577, i després nous cometes, en 1580, 1582, i 1585; i del reconeixement de les relacions amb la física i la cosmologia. L'any 1588, poc després de la mort de Copèrnic, s'arriba a un cert compromís. L'astrònom Tycho Brahe proposa una teoria que manté la Terra immòbil, mentre els altres planetes volten al voltant del Sol, i aquest ho fa al voltant de la Terra.
A la meitat del segle xvi, les teories de Nicolau Copèrnic estaven lluny de tenir una ràpida difusió. El primer filòsof que s'hi adherí fou Giordano Bruno, el qual va obtenir d'aquestes teories un conjunt de conseqüències que, des del punt de vista de la cosmologia del segle xx, són extremadament clarividents. Aquestes novetats es podien interpretar com una contradicció de les idees tradicionals que consideraven el cel com immutable, incorruptible, i superior a la regió terrestre. Tanmateix, l'astronomia de Copèrnic només fou admesa per molt pocs astrònoms, entre els quals, amb prudència, els alemanys Michael Maestlin (1550-1631), i Cristoph Rothmann. L'anglès Thomas Digges, és autor de l'obra A Perfit Description of the Caelestial Orbes, en què s'adheria amb entusiasme. S'hi han d'excloure Galileu (1564-1642) i Kepler (1571-1630), que eren molt més jóvens, i tampoc no s'ha d'afegir en aquesta llista Giordano Bruno, que no era estrictament un astrònom, sinó un filòsof, l'únic que acceptà les tesis copernicanes en la segona meitat del segle xvi. En les seves obres, publicades entre els anys 1584 i 1591, s'hi mostrava entusiasmat.
Segons Aristòtil i Plató, l'univers era finit i esfèric. Tenia com a últim límit l'esfera del primum mobile, subjecte del motor diürn que es transmetia a l'interior de l'univers, i que li havia estat conferit per una intel·ligència transcendent i aliena (Déu o el primer motor immòbil). Tots els estels fixos eren en una esfera, i tots a la mateixa distància de la Terra, immòbil, i central; Ptolemeu els va catalogar, fins a un nombre de 1.022, i els va agrupar en 48 constel·lacions. Els planetes estaven dins esferes (o orbes) sòlides, i es movien estant-hi fixats. Copèrnic conservava la idea de les esferes sòlides dels planetes, però atribuïa a la Terra tots els moviments estel·lars, i immobilitzava els estels fixos, i el Sol es convertia en el nou centre immòbil. Deixava als filòsofs el problema de si la part superior de l'esfera estel·lar era finita o infinita.
Giordano Bruno mantenia unes idees més pròpies del segle xxi que de la seva època, car considerava el conjunt format pel Sol i els planetes com la unitat fonamental de l'univers, a més d'una sèrie d'idees filosòfiques i científiques que l'enfrontaren amb les autoritats eclesiàstiques de la seva època.
L'any 1581, Galileu entra a la universitat de Pisa per estudiar medicina, però acaba interessant-se per les matemàtiques. Demostra que Aristòtil estava equivocat en suposar que la rapidesa de caiguda dels cossos és proporcional al seu pes. Per demostrar-ho, mesura el temps de caiguda de pesos llençats des de la torre inclinada de Pisa; descobreix l'isocronisme del pèndol observant les oscil·lacions d'un candeler de la catedral. El 1592, Galileu esdevé professor de matemàtiques a la Universitat de Pàdua, on restà divuit anys. Construí un aparell de mesura, el sextant; treballà en una explicació de les marees basada en les teories copernicanes, i escrigué un tractat de mecànica que mostrava que les màquines no creen energia, sinó que la transformen. En 1604, a causa de l'aparició d'una nova, Galileu disputa amb els filòsofs que sostenien la tesi d'Aristòtil sobre la immutabilitat del cel.
Kepler postula, l'any 1609, la seva primera i segona llei. La primera diu: l'òrbita d'un planeta entorn d'un estel és una el·lipse, amb l'estel en un dels focus. La segona: una línia que va d'un planeta al seu estel, escombra àrees iguals, durant intervals iguals de temps. Poc temps després, enuncia la tercera llei (1618): el quadrat del període sideral, d'un planeta orbitant, és directament proporcional al cub del semieix major de la seva òrbita.
D'altra banda, Galileu, en 1609, ja té un nou telescopi holandès, al qual aplica els seus descobriments científics, i comença a construir els seus propis telescopis totalment diferents als dels Països Baixos. Al final del 1609, Galileu tenia un telescopi de vint augments, que li permetia estudiar els cràters de la Lluna i distingir els estels de la Via Làctia. Descobreix quatre satèl·lits de Júpiter. Publica els seus descobriments l'any 1610, cosa que provocà grans controvèrsies perquè els altres científics no disposaven de telescopis que poguessin confirmar les seves observacions.
El gran duc de Toscana el nomenà matemàtic de la cort de Florència, la qual cosa li va permetre dedicar tot el seu temps a la recerca. Galileu va continuar fent remarcables descobriments científics, observant les fases de Venus, que, amb els satèl·lits de Júpiter, el van convèncer que Copèrnic no estava equivocat. L'Església s'oposà vigorosament a la posició de Galileu, però aquest demanà la llibertat de recerca en la seva carta a la gran duquessa Cristina, el 1615. Contestant els seus arguments, el Sant Ofici de Roma va publicar un edicte contra Copèrnic en 1616. L'any 1623, el Papa Urbà VIII autoritzà Galileu a escriure un llibre comparant els sistemes de Ptolemeu i Copèrnic. No obstat això, Galileu va ser jutjat a Roma per la Inquisició a causa dels Diàlegs del 1632, perquè, el 1616, li havia estat prohibit defensar o ensenyar les teories de Copèrnic.
Sir Isaac Newton, en la seva obra Philosophiae Naturalis Principia Mathematica (1687), descrigué la gravitació universal i les tres lleis del moviment -lleis de la inèrcia-, base de la mecànica clàssica. Newton fou el primer que demostrà que les lleis naturals governaven els moviments de la Terra i del cel. Newton també creà un model matemàtic per a les lleis de Kepler del moviment dels planetes. Volia, també, ampliar les seves lleis argumentant que les òrbites -com les dels estels amb cua- no eren solament el·líptiques, sinó que també podien ser hiperbòliques i parabòliques. Newton també demostrà que la llum blanca estava composta d'una mescla dels altres colors. Són notables els seus arguments a favor que la llum està composta de partícules.
Kant, fortament influït per la física newtoniana, assaja una cosmologia científica a l'obra Allgemeine Naturgeschichte und Theorie des Himmels, tot i que després, en la seva etapa crítica, va menar la cosmologia cap a una sèrie d'apories insolubles (antinòmies cosmològiques).
Al final del segle xviii, les idees més noves sobre la cosmologia es poden resumir en el pensament de Pierre-Simon Laplace. Laplace creia en el determinisme, segons el qual el món està governat per lleis matemàtiques immutables. Segons aquesta hipòtesi, si un ésser conegués la posició de totes les partícules de l'univers, i les forces que les mouen, podria conèixer tant el passat com el futur. L'any 1796, Laplace presentà la hipòtesi nebular en l'Exposition du Systeme du Monde, que plantejava un sistema solar originat per la contracció i refredament d'una gran nebulosa de gas incandescent, dissipada, que rotava de manera lenta.

## Edat contemporània
Es va descobrir que les estrelles eren objectes molt llunyans. Amb l'adveniment de l'espectroscopi, es va demostrar que eren semblants al nostre Sol, però amb una àmplia gamma de temperatures, masses i grandàries. L'existència de la nostra galàxia, la Via Làctia, com a grup separat d'estrelles, no es va demostrar fins al segle xx, juntament amb l'existència de galàxies externes, i poc després, l'expansió de l'univers, observada en l'efecte del corriment al roig. L'astronomia moderna també ha descobert una varietat d'objectes exòtics com els quàsars, púlsars, radiogalàxies, forats negres, estrelles de neutrons, i ha utilitzat aquestes observacions per a desenvolupar teories físiques que descriuen aquests objectes. La cosmologia va fer grans avanços durant el segle xx, amb el model del big-bang, fortament secundat per l'evidència proporcionada per l'astronomia i la física, com la radiació de fons de microones, la llei de Hubble i l'abundància cosmològica dels elements químics.
Per als antics, els grecs, o la cosmologia que presenten les Escriptures, el món es limita al sistema geocèntric. A poc a poc, els límits s'eixamplaren, després de Copèrnic, i la Terra ja no era considerada el centre de l'univers, però encara es limita gairebé al sistema solar, tot i que, excepcionalment, Giordano Bruno parlà d'un univers infinit. A principis del segle xx, es pensava que l'univers es limitava a la Via Làctia. Es creia que hi havia uns mil milions d'estels, i entre aquests estels, unes taques borroses que semblaven estels emergents o, tal vegada, moribunds. A les primeres dècades del segle xx, els treballs d'Edwin Hubble demostraren que moltes d'aquestes taques eren vertaderes galàxies. En efecte, l'abril del 1920, un viu debat enfrontà els nord-americans Harlow Shapley i Heber Doust Curtis. Hubble ho resolgué tres anys més tard, quan demostrà l'existència de galàxies exteriors a la Via Làctia.
La cosmologia contemporània es basa en tres pilars: la Teoria de la relativitat general, publicada l'any 1916; la llei de Hubble (1929), que relaciona la distància d'una galàxia amb el desplaçament cap al roig del seu espectre; i el model estàndard de la física de partícules formulat en la dècada del 1970. Es pot retrocedir més: en l'any 1900, un astrònom poc conegut, Cornelius Easton, suggerí que la nostra galàxia podia tenir braços espirals. Des de l'època de William Herschel (1738-1822), descobridor d'Urà, s'havien comptat nombroses nebuloses espirals, però la seva naturalesa era un misteri. Aquesta pregunta semblava la resposta a la pregunta formulada el 1865, quan William Huggins apuntà el seu espectroscopi cap a algunes de les nebuloses més brillants (cap no n'era espiral), i hi descobrí les línies d'emissió d'un gas calent. Així doncs, des del segle xix, es pensava que totes les nebuloses eren gasoses i pertanyien a la Via Làctia. La constatació de l'existència de galàxies independents està lligada a la mesura de les distàncies astronòmiques, en particular, les dimensions de la Via Làctia. Plantejà la hipòtesi que tots els estels tenien la mateixa lluminositat absoluta. D'aquesta manera, va obtenir un esquema de la Via Làctia en forma de galeta gruixada, amb el Sol molt a prop del centre. Segons Herschel, la galàxia tenia un radi d'uns 3.000 parsecs (9.800 anys llum). Malgrat que molts d'astrònoms es bolcaren en aquest problema, utilitzant millors mètodes d'observació, aquesta concepció es mantingué durant un segle i mig. No s'hi tenia en compte la pols interestel·lar, que altera la radiació dels astres llunyans. Aquesta pols es descobrí el 1930, però no s'incorporà al calibratge fins al 1952. El primer a allunyar-se del centre de la galàxia fou Harlow Shapley. S'enfrontà a un astrònom de més edat: Heber Doust Curtis. Ambdós presentaren prop d'una dotzena de fets: lluminositat de diferents tipus d'estels, ritmes d'explosions estel·lars, velocitat de desplaçament dels estels, etc. Cadascun encertava pel que fa a la meitat dels arguments, més o menys. El Sol està allunyat del centre de la galàxia, però només 8.500 parsecs; i la galàxia és molt més gran del que Shapley creia. No és més que una galàxia entre d'altres, tal com afirmava Curtis. Shapley havia estat induït a un error en aquest punt per les observacions del moviment de les nebuloses espirals: la seva velocitat era superior a la de la llum. Tot es devia a un error en les observacions d'Adriaan Van Maanen. Tanmateix, a la seva època, van ser un factor decisiu perquè les idees de Shapley s'imposessin ràpidament en els manuals que, a vegades, afegien una part de la descripció de Curtis.
En aquella època, van aparèixer els treballs d'Einstein (novembre de 1915), que renovarien les perspectives teòriques sobre la relativitat general, que descriu com la matèria, i la geometria de l'espaitemps, es relacionen per produir la gravetat. La complexitat de les equacions d'Einstein, segons les quals la gravetat està en funció de la constant de la gravitació universal, de l'energia, i de la pressió, explica que es necessités un temps per trobar-hi solucions que donessin possibles estructures de l'univers. Poc temps després, en 1917, el mateix Einstein descobrí una solució que corresponia a un univers estàtic. Willem De Sitter en trobà un altre, que no contenia matèria. En 1922, el rus Alexandre Friedmann n'elaborà dues: una per un univers finit i una per un d'infinit. Ambdues implicaven la dilatació o contracció de l'univers. L'any 1925, el jesuïta Georges Lemaître formulà, de manera independent, aquesta mateixa solució, amb una notació molt més senzilla. Poc temps després, el 1927, demostrà que l'univers estàtic d'Einstein era inestable. D'aquesta manera, l'univers ha d'estar buit o s'ha d'expandir, o entrar en contracció. Davant d'aquest fet, Einstein, partidari d'un univers estàtic i estable, afegí a les seves equacions un terme cosmològic. El 1923, Einstein reconeixia que el terme cosmològic era un fracàs, i escrivia a Hermann Weyl: Si el món no és quasiestàtic, fora el terme cosmològic!. L'any 1925, Hubble anuncià que havia descobert estels variables cefeides en algunes nebuloses espirals. L'estimació de les seves distàncies, les situava amplament a l'exterior de la Via Làctia. Hubble publicà aquests resultats força lentament. El 1928, Hubble succeí Vesto Melvin Slipher en la presidència de la Comissió de Nebuloses de la Unió Astronòmica Internacional, en la seva tercera Assemblea General, a Roma. Les discussions sobre l'univers de De Sitter que hi va haver van influir en la decisió de Hubble de començar un examen de la correlació entre la distància i el desplaçament cap al roig de les nebuloses -Hubble sempre s'estimà més parlar de nebuloses; galàxies era el terme de Shapley, que s'acabà imposant. Aquest examen requeria l'obtenció dels espectres de moltes galàxies. Però les galàxies són objectes de poca magnitud. Per aquest motiu, encara que l'espectroscòpia astronòmica fou un invent europeu, els trenta primers anys d'investigació es feren fonamentalment als Estats Units, on estaven els millors telescopis.
Slipher inicià unes investigacions el 1912, en el focus de la lent Clark de 60 centímetres de diàmetre de l'Observatori Lowell. Enregistrà durant catorze hores, en una placa fotogràfica, l'espectre de la nebulosa Andròmeda i pogué identificar-ne un desplaçament cap al roig de 1.800 km/s, i conclogué que la seva òptica de 60 centímetres seria incapaç d'observar velocitats superiors. Per la seva part, Milton Lasell Humanson, en els telescopis d'1,5 metres i 2,5 metres de diàmetre del Mont Wilson, recollí dades des del 1927, i també obtingué, quasi exclusivament, desplaçaments cap al roig. Molt ràpidament, doblà el rècord de Slipher, amb +3.779 km/s, obtinguts al principi del 1929, i +7.800 km/s, un poc més tard, el mateix any. Passà la frontera dels 15.000 km/s a la meitat dels anys 30, gràcies a un espectrògraf millorat en el focus dels 2,5 metres. A diferència de Hubble, Humanson va viure prou per a utilitzar de manera regular el telescopi de 5 metres al Mont Palomar. Es jubilà l'any 1957, amb un rècord personal de 60.000 km/s. Després dels primers resultats de Slipher en 1915, una dotzena d'astrònoms intentaren explicar els moviments observats per una combinació de moviments del Sol, de desplaçaments mitjans de les nebuloses i d'un efecte relacionat amb la distància. El 17 de gener del 1929, Hubble proposà en Procedings of the National Academy of Sciences un article titulat Between Distance and Radial Velocity Among Extra-Galactic Nebulae. No utilitzà els desplaçaments elevats descrits per Humanson en el mateix número dels Procedings. S'ha suggerit sovint que aquestes mides haurien guiat la seva mà a l'hora de traçar una recta que materialitzava aquesta constant. Aquesta recta tenia un pendent d'uns 500Km/s/Mpc, un valor que canvià poc durant els següents quinze anys. D'entrada, aquest valor H0 o constant de Hubble, suposava una edat de l'univers d'uns 2.000 milions d'anys. Però les mides de l'edat de les roques terrestres, iniciada a principis del segle xx, als anys 30, igualava, o fins i tot, superava els 2.000 milions d'anys. El mateix Hubble dubtà del seu descobriment; aquest dubte era compartit per la majoria de la comunitat científica i, el 1960, el model d'expansió relativista encara no s'havia imposat en la literatura.
Per als partidaris de l'expansió, una dificultat importat era reduir-hi la constant de Hubble. Les dificultats no venien de les mides del desplaçament, sinó de l'avaluació de les distàncies. Diversos errors explicaven això: en primer lloc, Shapley havia ignorat l'absorció de la radiació per la pols interestel·lar, que suposava una subestimació de factor 4. El segon error de Hubble venia de creure que l'estimació d'una desena de galàxies hi era suficient (desviació de Malmquist, i desviació Scott). El problema de l'estimació de les distàncies es va fer inajornable quan entrà en servei el telescopi de 5 metres de Mont Palomar. Segons l'escala de Hubble i de Shpaley, aquest aparell hauria d'haver permès veure nombroses variables RR Lirae a la gran galàxia d'Andròmeda. Però es limitava a mostrar la més brillant d'aquesta població. Per això, Walter Blade anuncià a l'Assemblea General de la Unió Astronòmica Internacional, a Roma, el 1952, que Andròmeda -i per tant, totes les galàxies- estaven el doble d'allunyades del que havia cregut Hubble. El valor de H0 es reduïa a 250 km/s/Mpc. Aquest valor fou disminuït a 180 km/s/Mpc, en 1956, per Nicholas Mayal i Allan Sandage, basant-se en els estudis d'Humason, els quals duien a la conclusió que les lluminositats de Hubble per als estels individuals i per les galàxies eren massa baixes. Segons Sandage, la constant de Hubble s'havia de reduir a 75 km/s/Mpc. A finals dels 50, un gran nombre d'astrònoms s'inclinaven per unes mides de les distàncies que conduïen a una reavaluació de la constant de Hubble. Hi va haver un breu període d'optimisme cap a l'any 1960, perquè tots els valors eren aproximadament coherents amb un valor de 100 km/s/Mpc, és a dir, una edat de l'univers de 10.000 milions d'anys. En l'actualitat, s'admet generalment un valor de H0 d'uns 73(± 10) km/s/Mpc.
Georges Gamow, un físic nuclear format a Rússia, però que feu carrera als Estats Units, és considerat, en general, com el primer investigador que reflexionà seriosament sobre el problema dels orígens de l'univers. L'any 1935, es concentrà en les reaccions nuclears susceptibles d'haver-se produït quan tota la matèria estava tan calenta, i era tan densa, com en el nucli dels estels actuals, com a mínim. Continuà les seves investigacions després de la Segona Guerra Mundial, en col·laboració amb Ralph Alpher i Robert Hermann. Tots tres s'adonaren que si l'univers era inicialment un fluid constituït per protons, hauria acabat en forma d'hidrogen i heli, en una proporció d'aproximadament un àtom d'heli per cada quatre d'hidrogen. Estudiaren a continuació l'entorn tèrmic d'aquest procés de nucleosíntesi primordial, i deduïren que, després de milers de milions d'anys, l'univers havia de tenir una temperatura d'uns 5 kèlvins. El mateix Gamow no es va prendre molt seriosament els seus descobriments. Pel que fa a una firma de ràdio d'una temperatura de 5 kèlvins, l'any 1949, o pot ser en 1950, va dir a un dels seus estudiants que no coneixia cap problema interessant en espectroscòpia mil·limètrica. No obstant això, els sensors que s'havien desenvolupat durant la Segona Guerra Mundial (entre d'altres, per Robert Dicke) permeteren detectar la radiació de fons en aquella època. Mentre un equip de tres astrònoms britànics havia decidit que l'expansió còsmica no significava necessàriament un univers diferent en el passat: és la idea denominada univers estacionari, avançada el 1948, per Hermann Bondi, Thomas Gold, i Fred Hoyle. Un univers estacionari ha estat sempre en expansió, i ho estarà sempre. Això suprimeix tota possibilitat de contradicció entre l'invers de la constant de Hubble, és a dir, l'edat de l'univers i l'edat de les estrelles més velles. Però, ni la seva densitat ni la seva temperatura disminueixen, perquè constantment apareix nova matèria, exactament en la proporció perquè tot es mantingui igual. Naturalment, això contradiu el primer principi de la termodinàmica, però a un nivell tal, que no es pot detectar al laboratori: és de l'ordre d'un àtom d'hidrogen per segle en un volum equivalent a la torre Eiffel. Les proposicions del model estacionari van tenir una fecunditat extraordinària: molts d'astrònoms es van veure obligats a refutar-lo i desenvoluparen diferents tipus d'observacions. L'expressió Big Bang fou inventada per Hoyle com un insult deliberat per ridiculitzar els partidaris de l'univers evolutiu. Entre el 1955 i el 1967, la majoria de la comunitat científica rebutjà el model estacionari. Hi ha tres motius principals: en primer lloc, encara que el darrer a adquirir força de convicció, l'observació i recompte de les radiofonts i, més tard, dels quàsars. Segons aquesta observació, o bé en el passat existien més radiofonts, o bé vivim dins una espècie de pertorbació local, o bé enmig d'una població específica. Les mides del desplaçament cap al roig acabaren en la hipòtesi denominada local. A partir del 1967, es podia dir amb seguretat que l'univers havia canviat amb el pas del temps. Una de les contribucions més precoç i duradora fou la de Martin Rees, qui convencé al seu director de tesi, Dennis Sciama, l'únic defensor de la construcció contínua que canvià d'opinió. La segona fou la identificació de l'heli com una relíquia de l'univers primitiu. L'anàlisi espectral dels estels i de les galàxies confirmà que quasi la totalitat del que podem observar està compost d'un 75% d'hidrogen, i un 25% d'heli en proporció de masses. La proporció en nombre d'àtoms és d'un 90%, i d'un 10% respectivament. L'heli és també un producte de les reaccions nuclears internes dels estels. Però, per a produir la quantitat que observem, en l'interval de temps atribuït a la creació de matèria dins un univers estacionari, es necessitarien unes galàxies deu vegades més brillants de com ho són en realitat. En tercer lloc, Arno Penzias, i Robert Wilson mesuraren, l'any 1965, una radiació de fons, d'origen desconegut. Quan publicaren el seu descobriment, estaven segurs d'haver vist alguna cosa distinta d'una bossa local de radiació: la radiació presenta fonamentalment la mateixa intensitat i el mateix espectre en totes direccions.
Cap al 1965, amb un o dos anys de diferència, gairebé tota la comunitat científica s'havia adherit a un model d'univers descrit per una de les solucions de les equacions de la teoria de la relativitat general, i que hauria passat per un estat calent i dens, el big-bang, fa de 10.000 a 20.000 milions d'anys.